# Horche (kommunhuvudort)
Horche är en kommunhuvudort i Spanien.   Den ligger i provinsen Provincia de Guadalajara och regionen Kastilien-La Mancha, i den centrala delen av landet, 60 km öster om huvudstaden Madrid. Horche ligger 864 meter över havet och antalet invånare är 1 853.
Terrängen runt Horche är huvudsakligen kuperad, men västerut är den platt. Runt Horche är det ganska glesbefolkat, med 38 invånare per kvadratkilometer. Närmaste större samhälle är Guadalajara, 11,1 km nordväst om Horche. Trakten runt Horche består till största delen av jordbruksmark.